# Balazar (Póvoa de Varzim)
Pour les articles homonymes, voir Balazar.

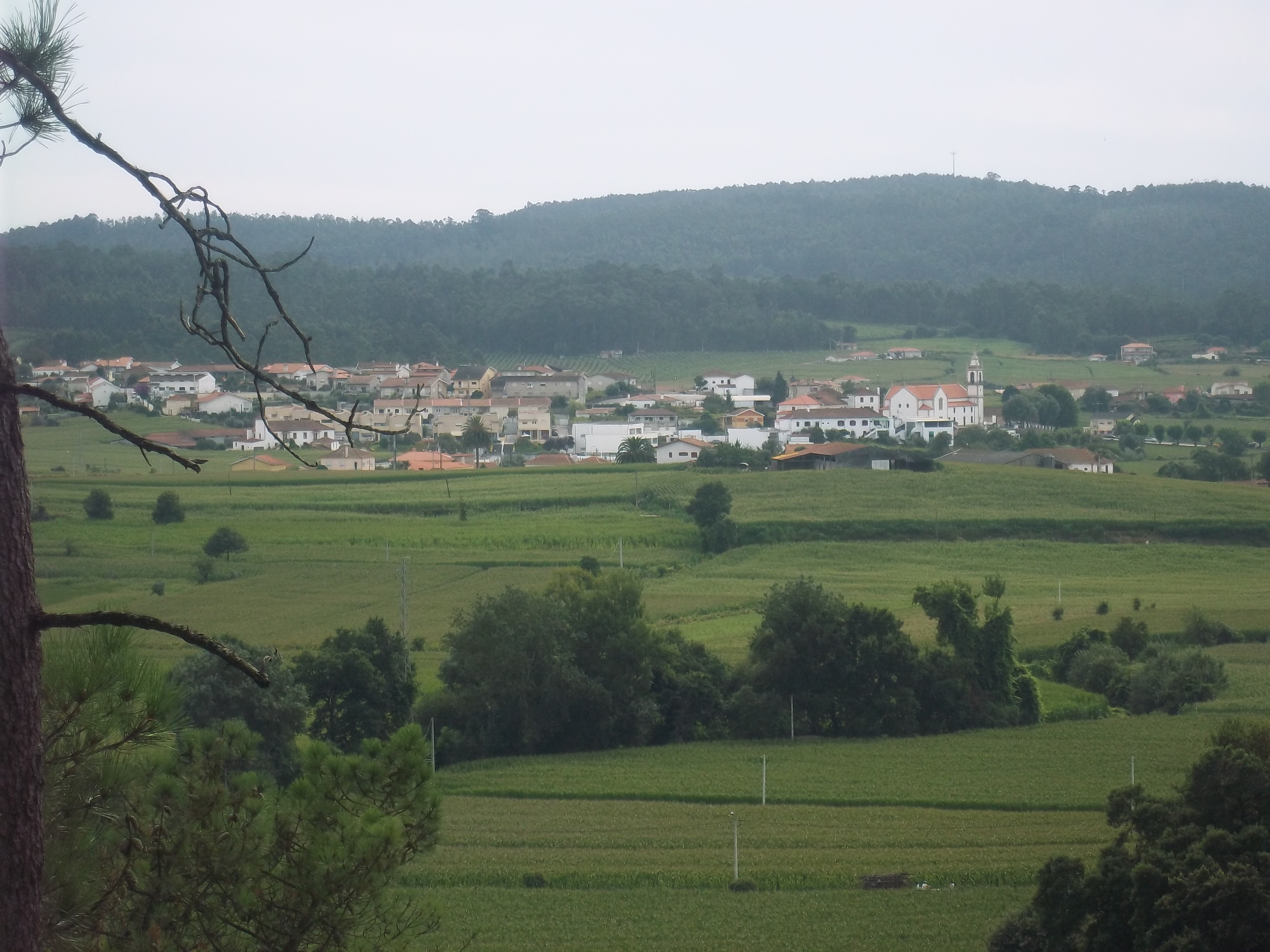
Balazar, Póvoa de Varzim (Portugal).

Balazar est une paroisse du Portugal située dans la commune de Póvoa de Varzim, avec une superficie de 11,61 km2 et une population de 2 543 habitants (2001).
Cette paroisse est devenue un centre de pèlerinage catholique car dans ce village est née la bienheureuse Alexandrina Maria da Costa.